# April Ross
April Ross (Costa Mesa, 20 de juny de 1982) és una esportista nord-americana que competeix en volei platja.
Va guanyar la medalla d'or en el Campionat Mundial de Volei Platja de 2009 a Stavanger i la medalla de plata en els Jocs Olímpics de Londres 2012 amb Jennifer Kessy. La seva parella actual és Kerri Walsh.

## Palmarès internacional
| Jocs Olímpics     | Jocs Olímpics         | Jocs Olímpics |
| Any               | Lloc                  | Medalla       |
| ----------------- | --------------------- | ------------- |
| 2012              | Londres ( Regne Unit) | 2             |
| Campionat Mundial |                       |               |
| Any               | Lloc                  | Medalla       |
| 2009              | Stavanger ( Noruega)  | 1             |

## Tornejos guanyats
| Any  | Torneig        | Categoria         |
| ---- | -------------- | ----------------- |
| 2007 | Stavanger      | Gran eslam        |
| 2008 | Phuket         | Open              |
| 2008 | Sanya          | Open              |
| 2009 | Stavanger      | Campionat del Món |
| 2009 | Marsella       | Gran eslam        |
| 2009 | Phuket         | Open              |
| 2010 | Shanghai       | Open              |
| 2010 | Roma           | Gran eslam        |
| 2011 | Stavanger      | Gran eslam        |
| 2012 | Bangsaen       | Open              |
| 2012 | Londres        | Jocs Olímpics     |
| 2013 | Sao Paulo      | Gran eslam        |
| 2013 | Xiamen         | Gran eslam        |
| 2014 | Fuzhou         | Open              |
| 2014 | Moscou         | Gran eslam        |
| 2014 | Stavanger      | Gran eslam        |
| 2014 | Long Beach     | Gran eslam        |
| 2016 | Rio de Janeiro | Gran eslam        |